# ۲۶۷ (قمری)
۲۶۷ (قمری)، دویست و شصت و هفتمین سال در گاهشماری هجری قمری است. اول محرم این سال برابر با شانزدهم اوت سال ۸۸۰ میلادی است.

## وابسته
- عثمان بن سعید